# Sepsis krocha
Sepsis krocha är en tvåvingeart som beskrevs av Ozerov 2000. Sepsis krocha ingår i släktet Sepsis och familjen svängflugor.
Artens utbredningsområde är Kenya. Inga underarter finns listade i Catalogue of Life.